# Susukan (Cipicung)
Susukan is een bestuurslaag in het regentschap Kuningan van de provincie West-Java, Indonesië. Susukan telt 4432 inwoners (volkstelling 2010).